# Daniel Patrick Moynihan
Daniel Patrick Moynihan (16. března 1927 Tulsa - 26. března 2003 New York) byl americký politik za Demokratickou stranu a sociolog. Působil jako senátor za stát New York a velvyslanec. Poprvé byl zvolen do Senátu USA v roce 1976 a znovu pak v letech 1982, 1988 a 1994. Před svým příchodem do Senátu pracoval jako poradce prezidentů Johna F. Kennedyho, Lyndona B. Johnsona, Richarda Nixona a Geralda Forda. Působil také jako profesor Harvardovy univerzity. V roce 1965 uveřejnil kontroverzní tzv. Moynihanův report (plným jménem The Negro Family: The Case For National Action) o sociální situaci chudých černošských rodin.